# چنگ آی-چینگ
چنگ آی-چینگ (انگلیسی: Cheng I-ching; ۱۵ فوریهٔ ۱۹۹۲) بازیکن تنیس روی میز زن اهل تایوان است.
وی در مسابقات کشوری و بین‌المللی در مجموع برندهٔ ۲ مدال نقره، ۵ مدال برنز شده‌است.